# Siokunichthys southwelli
Siokunichthys southwelli är en fiskart som först beskrevs av Paul Georg Egmont Duncker 1910.  Siokunichthys southwelli ingår i släktet Siokunichthys och familjen kantnålsfiskar. Inga underarter finns listade i Catalogue of Life.